# Русско-шведская война (1741—1743)
Русско-шведская война 1741—1743 годов (швед. hattarnas ryska krig, букв. «Русская война шляп») — война, которую Швеция начала в надежде вернуть себе утраченные в ходе Северной войны территории.

## Внешнеполитическая обстановка накануне войны
В Швеции на риксдаге 1738—1739 гг. к власти пришла партия «шляп», взявшая курс на подготовку войны с Россией. Её активно поддерживала Франция, которая в ожидании смерти австрийского императора Карла VI и последующей борьбы за раздел австрийского наследства старалась связать Россию войной на Севере. Швеция и Франция через своих послов в Петербурге Э. М. фон Нолькена и маркиза де ла Шетарди старались подготовить почву для удачного завершения планируемой войны, завязав отношения с царевной Елизаветой. Шведы пытались добиться от неё письменного подтверждения того, что она уступит Швеции провинции, завоёванные её отцом, если они помогут ей взойти на трон. Однако несмотря на все усилия, Нолькен так и не смог получить от Елизаветы подобного документа.
Помимо этого, Швеция в рамках подготовки к войне заключила с Францией в октябре 1738 г. договор о дружбе, согласно которому стороны обязались не входить в союзы и не возобновлять таковые без взаимного согласия. Швеция в течение трёх лет должна была получать от Франции субсидии в размере 300 тысяч риксдалеров в год.
В декабре 1739 г. был заключён и шведско-турецкий союз, однако Турция обещала предоставить помощь лишь в случае нападения на Швецию третьей державы.

## Объявление войны
28 июля (8 августа) 1741 года русскому послу в Стокгольме было сообщено, что Швеция объявляет России войну. Причиной войны в манифесте было объявлено вмешательство России во внутренние дела королевства, запрет вывоза хлеба в Швецию и убийство шведского дипломатического курьера М. Синклера в июне 1739 г.

## Цели шведов в войне
Согласно инструкции, составленной для ведения будущих мирных переговоров, шведы намеревались выдвинуть как условие мира возвращение всех отошедших к России по Ништадтскому миру земель, а также передачу Швеции территории между Ладогой и Белым морем. Если бы против Швеции выступили третьи державы, то она была готова удовлетвориться Карелией и Ингерманландией вместе с Петербургом.

## Ход войны

### 1741
Главнокомандующим шведской армии был назначен граф Карл Эмиль Левенгаупт, который прибыл в Финляндию и принял командование лишь 3 сентября 1741 г. В этот момент в Финляндии находилось около 18 тыс. человек регулярных войск. Возле границы стояли два корпуса численностью 3 и 5 тыс. человек. Первый из них, которым командовал Карл Генрих Врангель, находился недалеко от Вильманстранда, другой, под начальством генерал-лейтенанта Хенрика Магнуса фон Будденброка, — в шести милях от этого города, гарнизон которого не превышал 1100 человек.

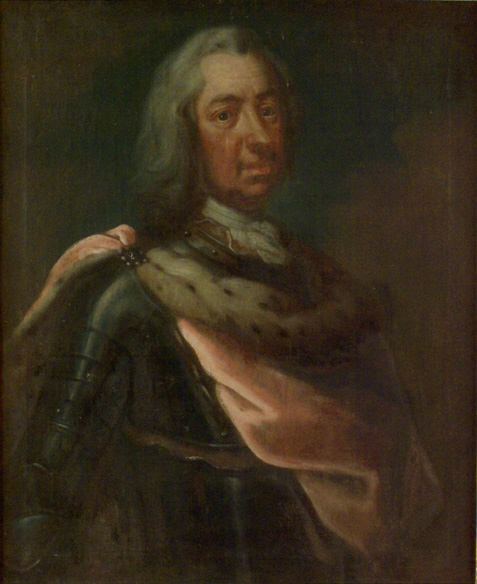
Карл Эмиль Левенгаупт (1691—1743)

С русской стороны главнокомандующим был назначен фельдмаршал Пётр Петрович Ласси. Узнав, что шведские силы невелики и к тому же разделены, он двинулся к Вильманстранду. Приблизившись к нему, русские 22 августа остановились в д. Армиле, а вечером к городу подошел корпус Врангеля. Численность шведов, включая вильманстрандский гарнизон, составляла, по разным источникам, от 3500 до 5200 человек. Численность русских войск достигала 9900 человек.
23 августа Ласси двинулся против неприятеля, который занимал выгодное положение под прикрытием городских орудий. Русские атаковали шведские позиции, но из-за упорного сопротивления шведов были вынуждены податься назад. Тогда Ласси бросил кавалерию во фланг противника, после чего шведы были сбиты с возвышений и лишились своих пушек. После трёхчасового боя шведы были разбиты.
После того, как был застрелен барабанщик, посланный требовать сдачи города, русские штурмом овладели Вильманстрандом. В плен было взято 1250 шведских солдат, в том числе и сам Врангель. Русские потеряли убитыми генерал-майора Ганса Юргена фон Икскуля, трёх штаб- и одиннадцать обер-офицеров и примерно 500 человек рядовых. Город был сожжен, его жители вывезены в Россию. Русские войска вновь отошли на русскую территорию.
В сентябре-октябре шведы сконцентрировали возле Кварнбю войско в 22 800 человек, из которых из-за болезней вскоре осталось в строю лишь 15-16 тыс. Русские, стоявшие около Выборга, располагали примерно таким же числом людей. Поздней осенью обе армии перешли на зимние квартиры. Однако в ноябре Левенгаупт с 6 тыс. пехоты и 450 драгунами направился в сторону Выборга, остановившись у Секкийерви. Одновременно из Вильманстранда и Нейшлота на русскую Карелию напали несколько меньших корпусов.
Узнав о движении шведов, русское правительство 24 ноября отдало гвардейским полкам приказ готовиться к выступлению в Финляндию. Это спровоцировало дворцовый переворот, в результате которого к власти пришла цесаревна Елизавета. Она приказала прекратить военные действия и заключила с Левенгауптом перемирие. 
Шведское командование распространяло в русских и собственных войсках дезинформацию о том, что Елизавета Петровна обратилась с манифестом к русским войскам с приказом не сопротивляться шведам. Дело в том, что и Швеция и Франция совместно финансировали дворцовый переворот, а от цесаревны Елизаветы потребовали после восшествия на престол подписать обращение к русским войскам в Финляндии не сопротивляться шведам, а также дать письменные гарантии территориальных уступок шведскому королю. До переворота Елизавета не брала никаких письменных обязательств, а устные обязательства дочь Петра Великого проигнорировала.

### 1742. Капитуляция шведской армии в Финляндии

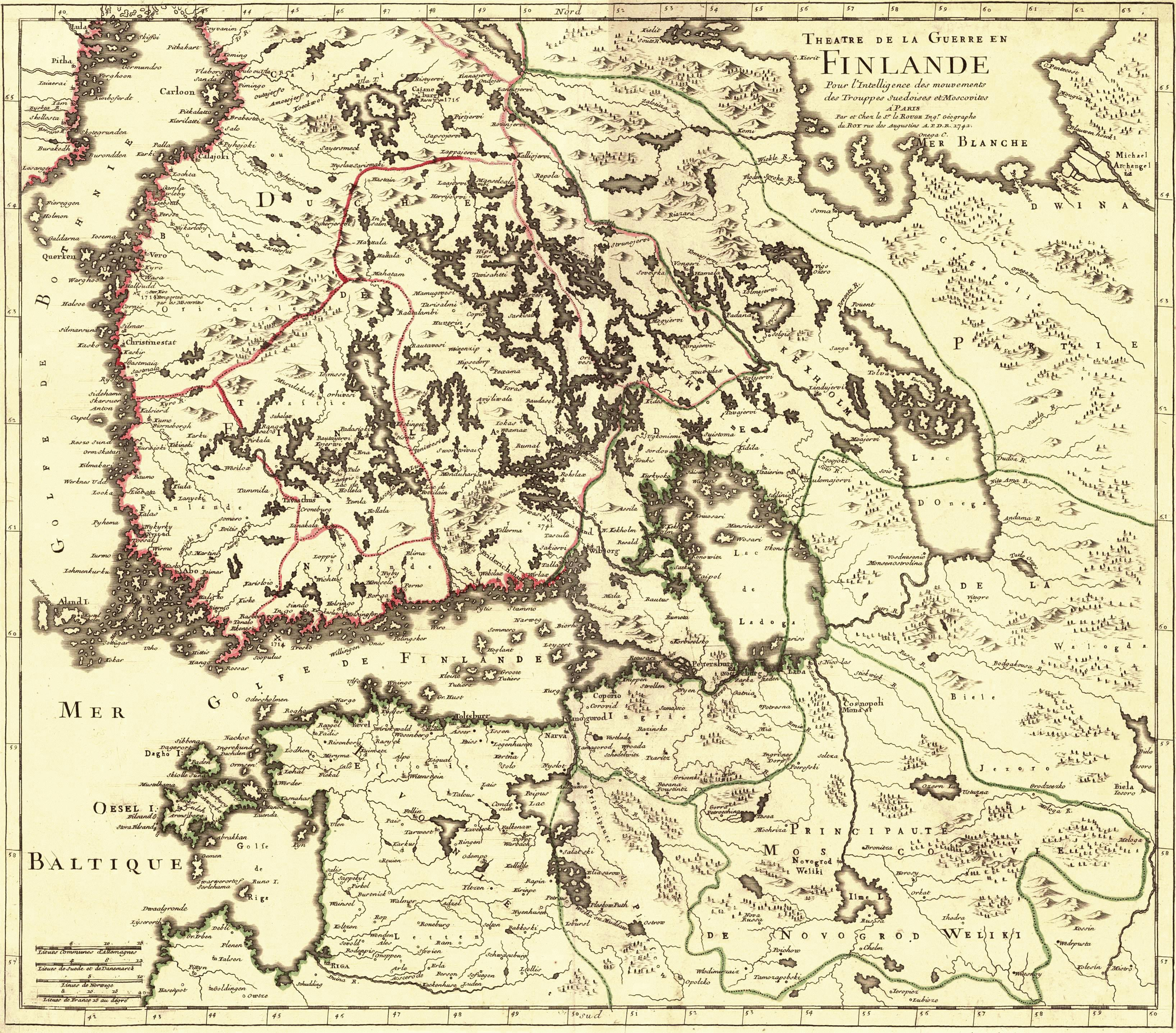
Театр военных действий в 1741—1743 гг.

В феврале 1742 г. русская сторона разорвала перемирие, и в марте военные действия возобновились. Елизавета Петровна опубликовала в Финляндии манифест, в котором призывала её жителей не принимать участия в несправедливой войне и обещала свою помощь в случае, если бы они захотели отделиться от Швеции и образовать независимое государство.
13 июня Ласси перешёл границу и в конце месяца подошёл к Фридрихсгаму. Шведы спешно оставили эту крепость, но предварительно подожгли её. Левенгаупт отступил за Кюмень, направляясь к Гельсингфорсу. В шведской армии резко упал боевой дух, росло дезертирство. Русские войска 30 июля беспрепятственно заняли Борго и начали преследовать шведов в направлении Гельсингфорса.
7 августа отряд князя Мещерского без сопротивления занял Нейшлот, а 26 августа сдался последний укреплённый пункт Финляндии — Тавастгус.
В августе Ласси настиг шведскую армию у Гельсингфорса, отрезав ей дальнейшее отступление к Або. Левенгаупт и Будденброк, оставив армию, выехали в Стокгольм, будучи вызванными для отдания риксдагу отчёта в своих действиях. Командование армией было возложено на генерал-майора Ж. Л. Буске, который 24 августа подписал капитуляцию. Шведская армия должна была переправиться в Швецию, оставив русским всю артиллерию, финская армия численностью 7 тысяч присягнула на верность русской императрице и распускалась по домам.
26 августа русские вошли в Гельсингфорс. Вскоре русские войска полностью заняли всю Финляндию и Эстерботтен.
Балтийский флот под командованием вице-адмирала З. Д. Мишукова в 1742 году всячески уклонялся от активных действий, Мишуков объяснял это крайней ветхостью кораблей и плохим обучением экипажей (до 2/3 матросов на некоторых кораблях состояло из необученных рекрутов). За это Мишуков был снят с командования, а над его деятельностью начато следствие. Единственным успехом флота в эту кампанию стал захват шведского 24-пушечного фрегата «Ульриксдаль», который нёс дозорную службу в Финском заливе. Впрочем, и шведский флот, прибывший в Финский залив, не рискнул атаковать русские корабли

### 1743
Военные операции в 1743 г. свелись главным образом к действиям на море. Гребной флот (34 галеры, 70 кончебасов) под командованием Н. Ф. Головина вышел с десантом из Кронштадта 8 мая. Позднее к нему присоединились ещё несколько галер с войсками на борту. В районе Суттонга корабли заметили на горизонте шведский гребной флот, усиленный парусными кораблями. Однако шведы снялись с якоря и ушли. 20 мая у острова Корпо произошёл четырёхчасовой морской бой (в литературе иногда именуемый сражением при Корпострёме) между русской и шведской гребными флотилиями, окончившийся победой русской флотилии Якова Кейта над превосходящим отрядов шведов. 14 июня неприятельский флот вновь показался возле острова Дегерби к востоку от Аландских островов, но опять предпочёл не ввязываться в сражение и отошёл.
К концу войны шведский корабельный флот курсировал между Даго и Готландом. 17 июня шведский адмирал Э. Таубе получил известие о подписании предварительного мирного соглашения и увёл флот в Эльвснаббен. 18 июня новость о мире дошла и до русского флота, находившегося у Аландских островов.
Комиссия риксдага заключила, что виновником военных неудач Швеции был Карл Левенгаупт, и 4 августа он был казнён. Также был казнён и генерал Будденброк.

## Переговоры и мир
Ещё летом 1742 г. в Россию для начала мирных переговоров прибыл бывший шведский посол в Петербурге Э. М. фон Нолькен, однако русское правительство отклонило выдвигаемое им условие о посредничестве в переговорах Франции, и Нолькен вернулся в Швецию.
В январе 1743 г. в Або между Швецией и Россией начались мирные переговоры, которые шли в условиях продолжавшихся боевых действий. Представителями со шведской стороны были барон Х. Седеркрёйц и Э. М. фон Нолькен, с русской — генерал-аншеф А. И. Румянцев и генерал И. Л. Люберас.
В результате продолжительных переговоров 17 июня 1743 г. был подписан так называемый «Уверительный акт». В нём шведскому риксдагу рекомендовалось избрать наследником престола регента Голштинии Адольфа Фридриха. Швеция уступала России часть Кюменигордского и Нейшлотского лена со всеми устьями реки Кюмени, а также крепость Нейшлот. Россия возвращала шведам занятые в ходе войны Эстерботтенский лен, Абоский и Бьёрнборгский лен, Нюландский и Тавастехусский лен, часть Карелии и Саволакс.
Швеция подтверждала условия Ништадтского мирного договора 1721 г. и признавала за Россией её приобретения в Прибалтике.
23 июня 1743 г. риксдаг избрал наследником престола Адольфа Фридриха. Одновременно с этим было объявлено о мире с Россией. Русская императрица подписала мирный договор 19 августа.